# Boda de Alberto de Bélgica y Paola Ruffo di Calabria
La boda entre Alberto de Bélgica, príncipe de Lieja, y Paola Ruffo di Calabria tuvo lugar el 2 de julio de 1959 en el Palacio Real de Bruselas y en la Catedral de San Miguel y Santa Gúdula. 

## Antecedentes
Alberto era el hijo pequeño del rey Leopoldo III y su primera esposa la reina Astrid. Además era hermano del rey Balduino I y de la gran duquesa heredera Josefina Carlota de Luxemburgo.
Paola era hija del príncipe Fulco Ruffo di Calabria y la princesa Luisa Gazelli, pertenenciendo de esta manera a uno de los linajes más antiguos de Italia.
Alberto y Paola se conocieron en Roma el 4 de noviembre de 1958, en una recepción en la Embajada de Bélgica con motivo de investidura del Papa Juan XXIII.   El 13 de abril de 1959 se anuncia el compromiso y se reúnen con la prensa en el Palacio de Laeken.
En un primer momento la boda se iba a celebrar en el Vaticano, pero debido a que Alberto era el primero en la línea de sucesión ya que su hermano Balduino no tenía hijos, se decidió que las celebraciones serían en Bélgica.

## Boda
El 2 de julio de 1959 se celebró en primer lugar la ceremonia civil en el Palacio Real de Bruselas. A continuación, los novios se trasladaron a la Catedral de San Miguel y Santa Gúdula donde se celebró la ceremonia religiosa.
Después de la ceremonia los invitados se trasladaron al Palacio de Laeken donde se celebró una cena. 

###### Vestimenta

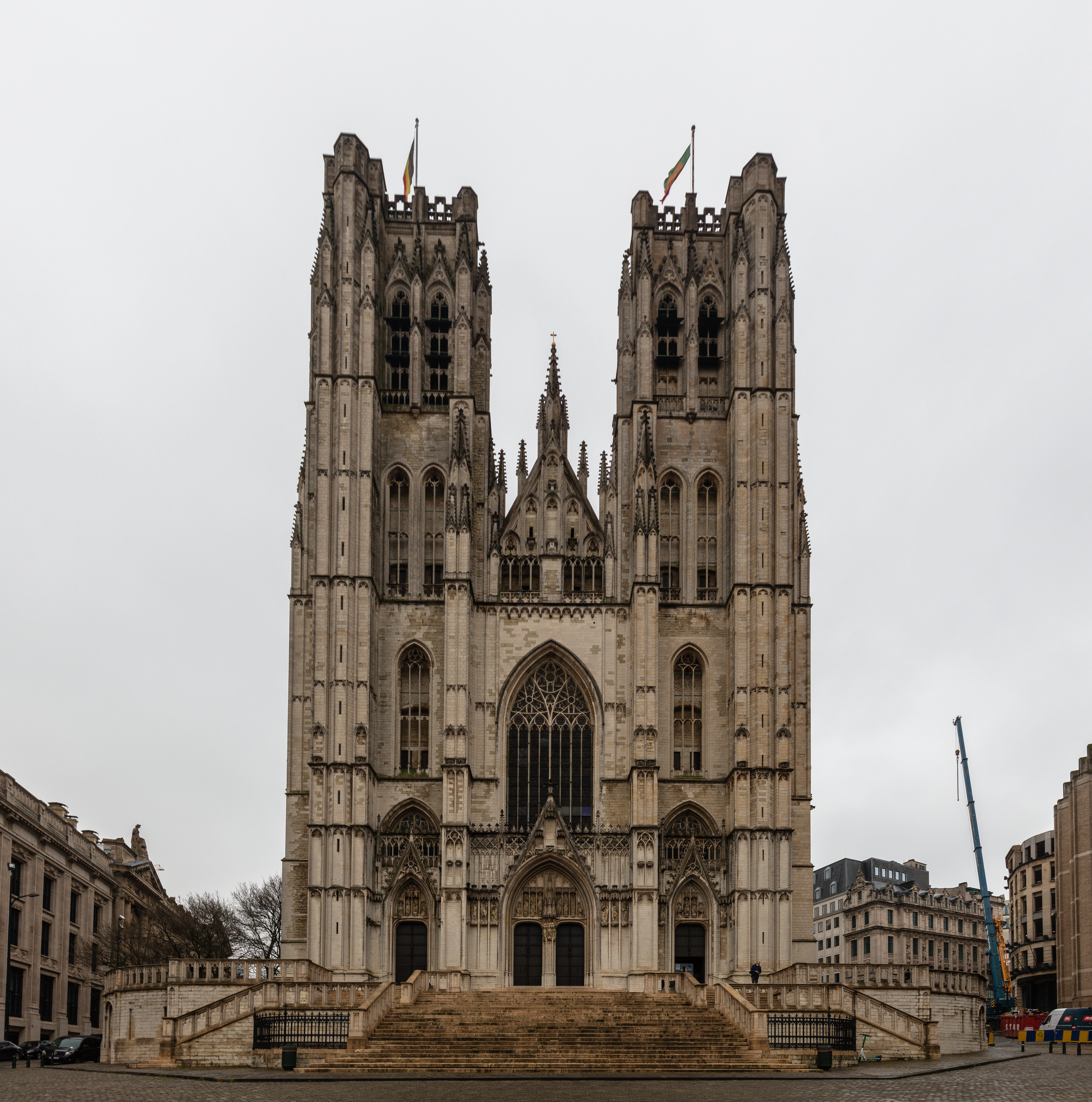
Catedral de San Miguel y Santa Gúdula

Paola lucía un vestido de satén, de cuello redondo y manga a la altura del codo, con una falda ligeramente abullonada, una cola de cinco metros y un pequeño lazo en la cintura. El velo era una pieza hecha en encaje de Bruselas que había lucido su abuela Laura Mosselman du Chenoy en su boda en 1877. Paola no usó tiara, en su lugar llevaba una corona de flores en la cabeza.

## Invitados
- Rey Balduino I de los belgas
- Reina viuda Isabel de los belgas
- Rey Leopoldo de los belgas
- Princesa Lilian, princesa de Réthy
- Gran Duque Juan de Luxemburgo
- Gran duquesa Josefina Carlota de Luxemburgo
- Príncipe Fabrizio Ruffo di Calabria y princesa Luisa Ruffo di Calabria
- Rey Humberto de Italia
- Reina María José de Italia
- Marqués y marquesa de San Germano
- Princesa Axel de Dinamarca
- Príncipe Alejandro de Bélgica
- Príncipe Carlos Bernadotte
- Princesa María Pia de Yugoslavia
- Príncipe Alejandro de Yugoslavia
- Príncipe Antonello Ruffo di Calabria
- Princesa María Gabriela de Saboya
- Príncipe Francisco Ruffo di Calabria
- Princesa Fabrizia Ruffo di Calabria
- Barón Ricasoli
- Princesa María Beatriz de Saboya
- Marqués de Torrigiani
- Condesa Ruffo di Calabria
- Marqués Ruffo di Calabria
- Princesa Francisca Ruffo di Calabria

## Otros datos
El 31 de julio de 1993, el rey Balduino fallece a los 62 años de edad, sin tener descendencia por lo que Alberto se convierte en el nuevo monarca y Paola en la reina consorte.
Alberto y Paola tienen tres hijos:

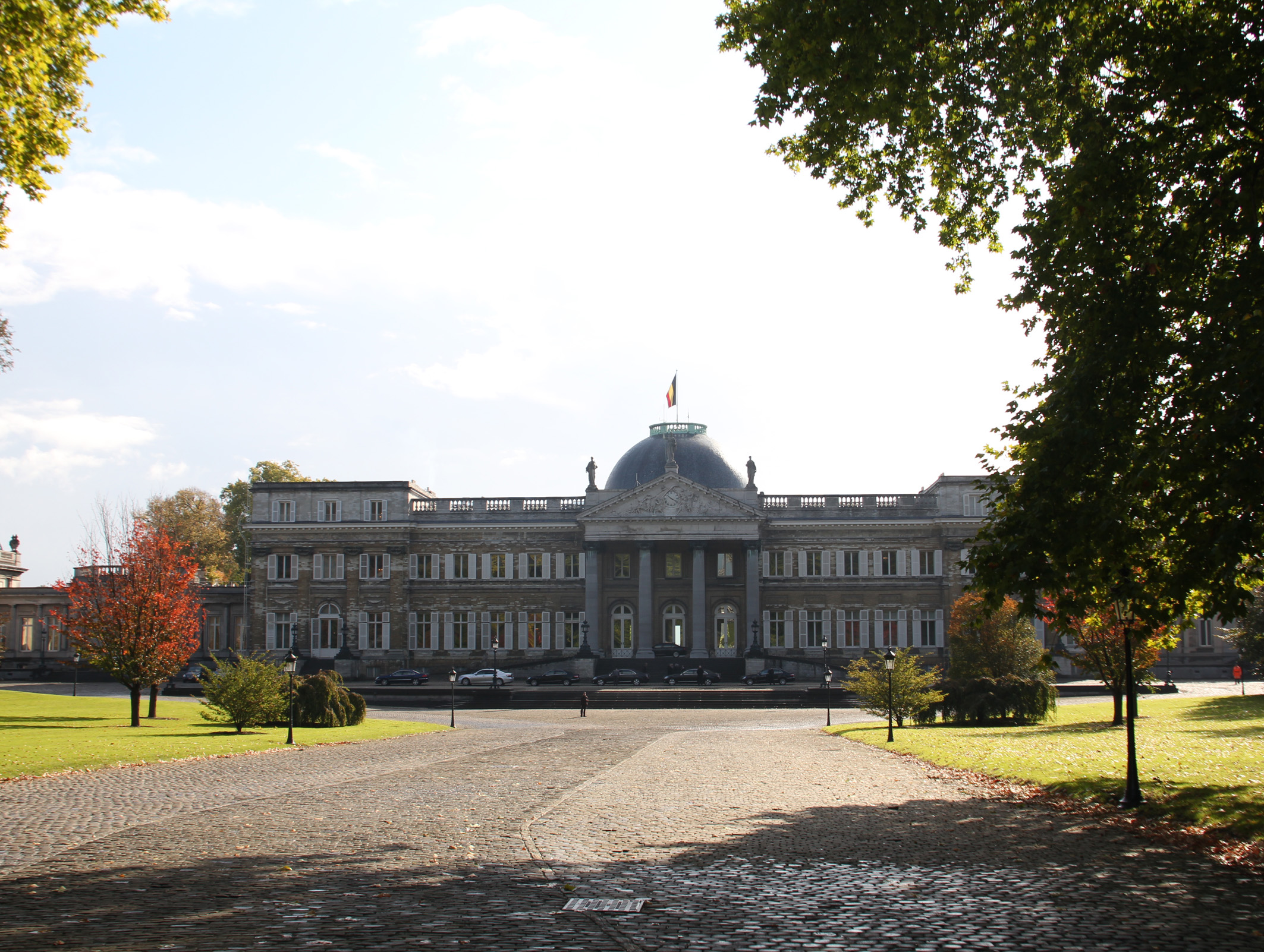
Castillo de Laeken

- Rey Felipe I de los belgas (15 de abril de 1960)
- Princesa Astrid de Bélgica (5 de junio de 1962)
- Príncipe Lorenzo de Bélgica (19 de octubre de 1963)

A lo largo de los años tuvieron muchos problemas matrimoniales, incluidas numerosas infidelidades mutuas que fueron de caracter público. En uno de esos escarceos, Alberto tuvo una ilegítima con la baronesa Sibila de Selys Longchamps, la princesa Delfina, nacida el 22 de febrero de 1968 y reconocida públicamente en el 2020.
El 21 de julio de 2013, Alberto abdica en favor de su hijo Felipe, quien se convierte en el nuevo monarca.